# كاباريت
كاباريت هي مدينة من مدن هايتي. يبلغ عدد سكانها 62,063 نسمة وذلك حسب إحصائيات سنة 2009. تبلغ مساحتها 211.7 كم².

## أعلام
- ديفيدسون تشارلز